# 布蘭妮·斯凱
布蘭妮·斯凱（英語：Brittney Skye，1977年11月5日—），出生在加利福尼亞州洛杉磯，是一名美國色情女演員和導演。

## 簡歷
斯凱自稱在高中時是一名好色的年輕人，周旋於男孩和她喜愛的單板滑雪之間，经常逃学。她曾在長島的南安普敦高中（Southampton High School）就讀了一段時間，但最終在加利福尼亞州畢業。
斯凱在參演色情電影前是在零售商店工作及設計小孩的臥室。2001年，她首度無套演出，她至今參演超過338套電影，主要是謝恩的世界系列的作品。
斯凱曾經拒絕與任何成人產業公司簽訂合約，她聲稱要為自己而工作。2003年11月，她與Sineplex娛樂（Sineplex Entertainment）簽訂合約，並替它演出及受其管理，但很快就作出修訂，使她可以為其他公司工作。她亦是庫卡蒙格牧場的綜合格鬥服裝公司TapOut的一名模特兒。
斯凱稱她最喜愛與其合作的色情男演員是納丘·維達爾。
2003年6月15日，斯凱在奧林匹亞場鄉村俱樂部舉行美國高爾夫公開賽最後一輪時越過圍在場邊的繩索闖入了球穴區。她當時裸上身，胸部和背部則有一間網上賭場的URL。當時，她嘗試將花獻給其中一名參賽者吉姆·佛瑞克。
斯凱因此在該縣的監獄度過了一個晚上，她其後被控行為不檢，然後返回在加利福尼亞的家中。當她回到伊利諾伊州法庭時，她認為法官對自己的行為感到不滿，並要求她額外到監獄再度一夜。她最終繳交1 ,000美金罰款及被判接受感化六個月。

## 獎項
- 2006 成人影片新聞獎 – 最佳雙人性愛場景[11]

## 外部連結
- （英文）Brittney Skye的MySpace主頁
- （英文）Interview